# Aristolochia chlamydophylla
Aristolochia chlamydophylla är en piprankeväxtart som beskrevs av Cheng Yih Wu och S.M. Hwang. Aristolochia chlamydophylla ingår i släktet piprankor, och familjen piprankeväxter. Inga underarter finns listade i Catalogue of Life.